# هات اسپرینگز لندیگ (نیومکزیکو)
هات اسپرینگز لندیگ (به انگلیسی: Hot Springs Landing) یک منطقهٔ مسکونی در ایالات متحده آمریکا است که در شهرستان سیرا، نیومکزیکو واقع شده‌است. هات اسپرینگز لندیگ ۱۱۰ نفر جمعیت دارد و ۱٬۳۷۱٫۰۱ متر بالاتر از سطح دریا واقع شده‌است.